# 中村英夫 (ベーシスト)
中村 英夫（なかむら ひでお、1964年8月19日 - 2014年8月27日）は、日本のベーシスト、作曲家、編曲家、音楽プロデューサー。大阪写真専門学校音響芸術科卒業。

## 略歴
1986年「A,N,コンテンポラリーミュージック」にて、ベース実技、基礎理論を学び、同年 鈴木賢司（英国在住ギタリストKENJI-JAMMAR）のサポートバンド「JazzPunks」にベーシストとしての参加をきっかけにプロ活動を始める。
1988年 ボーカル笹野みちる率いるバンド東京少年にメンバーとして参加。ライブ・REC・作曲・アレンジに携わる。
1991年 解散後は、セッションベーシストとして、様々なアーティストのライブサポート、スタジオワークを中心に活動する。
1992年 藤崎桂爾(vo)、玉川雄一(gt)、永井利光(drs)でバンド「Coin」を結成。超名曲を多数残しつつも、2年あまりで解散。
1998年 ユニバーサルビクターよりバンド「Crybaby」で再メジャー・デビュー。作曲・アレンジ・プログラミング・プロデュースと多岐にわたり携わる。
2000年 ソロアーティスト「原みどり」とユニットを結成。COMPOZILAレーベルよりアルバム「ブルース彗星/原緑/*come」（ホッピー神山プロデュース）をリリース、アレンジと自宅録音に励む。
2001年 「原緑/*come」のライブバンドをPerc.「whacho」、Gt.「手代木克人」のとも「digital LOVE tabla」を結成。2001年から2005年まで吉祥寺マンダラ2を中心に活動。
CD「digital LIVE tabla/digital LOVE tabla」をdLt recordsより限定販売。
2005年〜 セッションベーシストとしてミュージカル、他にCM音楽、BGM製作等と更に経験をつむ。音楽スクールにてDAWの講師も経験。
2006年〜 ソロ活動名「b_electron」を始動。作曲活動に励む。
2007年 「b_electron」にギタリストの玉川雄一をゲストに迎え、映像との同期ライブを行う。
2009年 AmbientGuitar/Nelori、Hob Master/サリーホワイト、Drums/サカテヤスヒトのメンバーで、セッションで曲を創りあげるアンビエントファンクユニット、「エンペラーグリーンIII世」を開始。
2014年8月27日没、戒名は「指弾英奏居士」である。
10月17日、笹野みちる・原みどりがお世話係を務め、『コメちゃんこと中村"コメタロー"英夫！四十九日抱擁イベント＠曼通寺』が行われた。50歳没。

## 人物
使用楽器 エレクトリックベース：'70 フェンダー・ジャズベース
使用アンプ： '70代フェンダー・ベースマン 50 (レコーディング用)
コンピュータ：Mac.P.B.G4。DAWソフト：主にLogic7
好きなアルバム：「WORD OF MOUTH/JACO PASTORIOS」「FRESH/SLYandFamilySTONE」「KTU/小玉和文」
好きな言葉：「空間」「気」　

## 作品
- 東京少年

- Crybaby

- 原緑/*come
  - 「ブルーズ彗星」（2000年11月21日　PAR-50025）
- digital LOVE tabla
  - digital LIVE tabla（dLt records）

## バンド・ユニット歴
- 東京少年
- Coin
- Crybaby
- 原緑/*come
- digital LOVE tabla
- b_electron
- エンペラーグリーンIII世

## 音楽活動
プロデュース
- Crybaby

アレンジ
- 原緑/*come「ブルーズ彗星」

作曲
- 東京少年「サイレントメビウス（角川アニメ映画主題歌）
- 東京少年「Harmony」（シングル曲）
- Crybaby「愛の子」

...etc.
スタジオワーク
- 鈴木賢司「BEAT OF ROCK」
- 大橋純子「For tomorrow」
- KEN 「MISSILE」「DRILL」
- 藤井尚之「FRIED RICE」「天国までの百マイル」
- 藤重政孝「Rock'n Your Smile」
- センチメンタル・バス「草原と鉄屑」「さよならガール」
- Clair 「結晶」
- 笹木勇一郎「Innocent pictures」

...etc.
ミュージカルライブサポート
- 『OUR HOUSE』 （「中川晃教」主演）2006年5月〜7月公演

ライブサポート
鈴木賢司・田原俊彦・橋本一子・井上睦都実・GAO・センチメンタル・バス・ささのみちる・Cocco・内田有紀・岡本真夜・大橋純子・LOVE PSYCHEDELICO・河相我聞・牧謙次郎・藤井尚之...etc.